# Sergey Fyodorovich Bondarchuk
Sergey Fyodorovich Bondarchuk (tiếng Ukraina: Сергій Федорович Бондарчук) (25 tháng 9 năm 1920 - 20 tháng 10 năm 1994) là một đạo diễn, diễn viên và biên kịch nổi tiếng người Ukraina của Điện ảnh Xô viết. Sergei Bondarchuk nổi tiếng với các tác phẩm về đề tài lịch sử, trong đó phải kể đến vai trò đạo diễn và diễn viên chính của ông trong bộ phim đắt giá nhất của lịch sử điện ảnh thế giới Chiến tranh và hòa bình (Война и мир, 1968) dựa trên tác phẩm cùng tên của văn hào vĩ đại Lev Tolstoy. Đây cũng là bộ phim đầu tiên của Liên Xô giành Giải Oscar cho phim nói tiếng nước ngoài hay nhất.

## Tiểu sử
Sergei Bondarchuk sinh ngày 25 tháng 9 năm 1920 tại thành phố Kherson (Херсон) thuộc nước Cộng hòa Xô viết Ukraina nằm trong Liên Xô.
Khi còn nhỏ, Bondarchuk sống ở Yeisk và Taganrog, ông tốt nghiệp trường trung học số 4 ở thành phố cảng Taganrog bên bờ biển Azov năm 1938. Ngay từ khi còn ở Yeisk, cậu bé Sergei đã bắt đầu tham gia câu lạc bộ kịch của trường và đến năm 1937 cậu đã có được vai diễn đầu tiên trong một vở kịch của Nhà hát Taganrog.
Từ năm 1938 đến năm 1942, Sergei Bondarchuk theo học trường sân khấu ở thành phố Rostov trên sông Đông. Tốt nghiệp cùng với thời gian Chiến tranh vệ quốc vĩ đại bùng nổ, ông được gọi vào Hồng quân và chiến đấu chống lại phát xít Đức cho đến hết chiến tranh.

## Sự nghiệp
Ngay sau khi giải ngũ năm 1946, Bondarchuk tiếp tục theo học VGIK. Năm 1948 ông tốt nghiệp khoa diễn xuất của Học viện và tham gia đóng bộ phim đầu tiên, Đội cận vệ thanh niên, chuyển thể từ tiểu thuyết cùng tên của nhà văn Aleksandr Fadeyev.
Năm 1952, sau khi được chọn vào vai nam chính của một số bộ phim như vai Taras Shevchenko trong bộ phim cùng tên, ở tuổi 32, Sergei Bondarchuk được phong danh hiệu Nghệ sĩ Nhân dân Liên Xô và trở thành người trẻ nhất được phong danh hiệu này.
Năm 1959, Bondarchuk được giao đạo diễn tác phẩm đầu tay, một bộ phim chuyển thể từ tiểu thuyết về chiến tranh nổi tiếng của Mikhail Sholokhov, Số phận một con người (Судьба человека). Ông cũng là người đóng vai chính của bộ phim này. Tác phẩm đầu tay thành công đã giúp Bondarchuk được giao ngay nhiệm vụ đạo diễn và diễn viên chính cho dự án điện ảnh lớn nhất của Liên Xô, bộ phim Chiến tranh và hòa bình (Война и мир, 1968). Để hoàn thành bộ phim tốn kém nhất trong lịch sử điện ảnh, Bondarchuk đã phải mất tới 7 năm cũng như rất nhiều sức lực. Trong thời gian thực hiện bộ phim dài tới 10 tiếng này, đạo diễn đã từng có lần bị ngất xỉu và ngừng tim tới 4 phút. Chiến tranh và hòa bình sau đó đã trở thành bộ phim đầu tiên trong số 3 phim của điện ảnh Xô viết giành Giải Oscar cho phim nói tiếng nước ngoài hay nhất.
Năm 1970, Sergei Bondarchuk đạo diễn bộ phim nói tiếng Anh đầu tiên của ông, Waterloo, một tác phẩm hợp tác của Liên Xô và Ý do Dino De Laurentiis sản xuất. Sau bộ phim này, đạo diễn còn thực hiện một số bộ phim sử thi khác như Họ đã chiến đấu vì Tổ quốc (Они сражались за Родину, 1976, cũng được chuyển thể từ tiểu thuyết của Mikhail Sholokhov) hay Boris Godunov (Борис Годунов, 1986). Năm 1980 Bondarchuk được phong danh hiệu Anh hùng lao động Liên Xô.
Tác phẩm cuối cùng do Bondarchuk đạo diễn là bộ phim truyền hình Sông Đông êm đềm (Тихий Дон, 1992), dựa theo tác phẩm cùng tên cũng của Sholokhov. Khi bộ phim sắp hoàn thành thì hãng sản xuất phim (của Ý) phá sản, bộ phim bị trì hoãn vô thời hạn ngày phát sóng mặc dù Bondarchuk đã đấu tranh nhiều lần. Mãi tới năm 2005, nước Nga mới đưa bộ phim này trở về và nó được công chiếu nhân kỉ niệm sinh nhật lần thứ 85 của đạo diễn nổi tiếng. Tuy nhiên Sergei Bondarchuk đã không thể chờ đến ngày này, ông qua đời đột ngột sau một cơn đau tim ngày 20 tháng 10 năm 1994. Đạo diễn được chôn cất tại nghĩa trang nổi tiếng nhất của nước Nga, Nghĩa trang Novodevichy ở thủ đô Moskva.

## Gia đình
Năm 1955 ông tham gia bộ phim Othello (Отелло), sau bộ phim này ông đã làm quen được với nữ diễn viên Irina Skobtseva, người sau này trở thành vợ thứ hai của Bondarchuk. Người vợ đầu của đạo diễn cũng là một diễn viên, bà Inna Makarova, hai người có với nhau một đứa con gái, Natalya Sergeyevna Bondarchuk (sinh năm 1950), người sau này cũng trở thành một diễn viên và đạo diễn khá nổi tiếng. Với người vợ sau Irina, Bondarchuk có thêm hai người con, Elena (sinh năm 1962), sau cũng trở thành diễn viên, và Fyodor (sinh năm 1964), đạo diễn bộ phim Đại đội 9 năm 2005 đã gây tiếng vang trong nền điện ảnh Nga.

## Tác phẩm

### Đạo diễn
| Năm  | Phim                                                 | Ghi chú                                                                                   |
| ---- | ---------------------------------------------------- | ----------------------------------------------------------------------------------------- |
| 1959 | Số phận một con người (Судьба человека)              | Chuyển thể từ tiểu thuyết cùng tên của Mikhail Sholokhov                                  |
| 1968 | Chiến tranh và hòa bình (Война и мир)                | Chuyển thể từ tiểu thuyết cùng tên của Lev Tolstoy Giải Oscar cho phim ngoại ngữ hay nhất |
| 1970 | Waterloo (Ватерлоо)                                  | Sản phẩm hợp tác của Liên Xô và Ý                                                         |
| 1976 | Họ đã chiến đấu vì Tổ quốc (Они сражались за Родину) | Chuyển thể từ tiểu thuyết cùng tên của Mikhail Sholokhov                                  |
| 1978 | Степь                                                |                                                                                           |
| 1982 | Красные колокола. Фильм 1. Мексика в огне            |                                                                                           |
| 1986 | Boris Godunov (Борис Годунов)                        |                                                                                           |
| 1992 | Sông Đông êm đềm (Тихий Дон)                         | Chuyển thể từ tiểu thuyết cùng tên của Mikhail Sholokhov Được công chiếu lần đầu năm 2006 |

- Trong tất cả các bộ phim trên thì trừ "Số phận một con người" và "Sông Đông êm đềm", các bộ phim còn lại đều do chính Sergei Bondarchuk phụ trách viết kịch bản chuyển thể.

### Diễn viên
| Năm  | Phim                                                 | Vai diễn              |
| ---- | ---------------------------------------------------- | --------------------- |
| 1948 | Đội cận vệ thanh niên (Молодая гвардия)              | Валько                |
| 1950 | Кавалер Золотой Звезды                               | Сергей Тутаринов      |
| 1951 | Taras Shevchenko (Тарас Шевченко)                    | Taras Shevchenko      |
| 1953 | Адмирал Ушаков                                       | Тихон Прокофьев       |
| 1953 | Корабли штурмуют бастионы                            | Тихон Прокофьев       |
| 1955 | Неоконченная повесть                                 |                       |
| 1955 | Othello (Отелло)                                     | Othello               |
| 1955 | Попрыгунья                                           | Осип Степанович Дымов |
| 1958 | Шли солдаты                                          |                       |
| 1959 | Số phận một con người (Судьба человека)              | Andrei Sokolov        |
| 1960 | Серёжа                                               | Коростылёв            |
| 1968 | Chiến tranh và hòa bình (Война и мир)                | Pierre Bezukhov       |
| 1969 | Золотые ворота                                       |                       |
| 1969 | Битва на Неретве                                     | Мартын                |
| 1970 | Дядя Ваня                                            | Астров                |
| 1973 | Молчание доктора Ивенса                              |                       |
| 1974 | Такие высокие горы                                   |                       |
| 1975 | Выбор цели                                           | Курчатов              |
| 1976 | Họ đã chiến đấu vì Tổ quốc (Они сражались за Родину) | Звягинцев             |
| 1977 | Пошехонская старина                                  |                       |
| 1978 | Степь                                                |                       |
| 1978 | Бархатный сезон                                      |                       |
| 1978 | Отец Сергий                                          |                       |
| 1979 | Взлёт                                                |                       |
| 1979 | Профессия                                            | киноактёр             |
| 1980 | Овод                                                 | кардинал Монтанелли   |
| 1986 | Boris Godunov (Борис Годунов)                        | Boris Godunov         |
| 1988 | Случай в аэропорту                                   |                       |
| 1990 | Битва трёх королей                                   |                       |
| 1992 | Гроза над Русью                                      |                       |